# 凛 (ケータイ小説家)
凛（りん、1986年5月3日 - ）は、日本の女性ケータイ小説家。身長は165cm、血液型はO型、趣味はショッピング、特技はソフトボール。福岡県行橋市出身。

## 概要
中学生の頃にケータイ小説の世界に足を踏み入れ、高校生の頃に執筆活動を本格化。短大在学中に発表した「もしもキミが。」が、2005年出版された「ケータイからあふれたLOVESTORY」に収録され、後に単独出版。この作品は2007年上半期のベストセラーランキングで2位を記録する。その後続編の「今でもキミを。」も出版。こちらも同ランキングで4位を記録した。また、ゴマブックス刊の文庫本の監修も務めている。2010年2月には堤幸彦監督にて「もしもキミが。」が舞台化されている。2010年9月には「もしもキミが。」アナザーストーリーも収録されている「これからキミと。」を出版。現在ではおりおん☆と。E★エブリスタにて小説を連載中。

## 人物
両親と姉2人、弟1人の6人家族。ペットはシーズー犬でキャット。子どもの頃から漫画家か小説家になることを夢見ており、現在に至る。今でも執筆中には自由帳にイラストを書き、イメージを膨らませている。中学校では姉二人に続きソフトボール部に入部し、キャッチャーを守り、バッターでは4番にたった。人生で一番男子らしかったと振り返っている。2002年4月福岡県立行橋高等学校情報会計科入学。高校時代はアルバイトに明け暮れていた。2005年九州女子短期大学初等教育科入学。短期大学で保育士、幼稚園教諭2種免許、小学校教諭2種免許を取得。卒業後、保育園に就職するが、半年後、躁鬱病となり退職。本人は大の漫画好きだと公言している。いくえみ綾、くらもちふさこ、渡辺多恵子の漫画は特に重宝している。好きなアーティストはサカナクション。

## 作品

### 書籍化作品
- もしもキミが。（ゴマブックス、2007年1月）ISBN 4-7771-0540-7
- 今でもキミを。（ゴマブックス、2007年5月）ISBN 4-7771-0629-2
- もしもキミが。今でもキミを。クリスマスBOX（ゴマブックス、2007年10月19日）ISBN 4-7771-0772-8
- 4seasons（ゴマブックス、2009年3月）ISBN 9784777113064
- これからキミと。（ゴマブックス、2010年9月）ISBN 9784777115372

### コミック
- もしもキミが。（双葉社、2007年8月21日）画：吉崎凪 ISBN 4-575-33339-5
- あたし、ひとり。（双葉社、2007年12月）画：吉崎凪 ISBN 4-575-33351-4